# Amarte a ti
"Amarte a ti" es el título de una balada escrita por Walter Arenzon y coescrita y producida por Daniel Freiberg e interpretada por el cantautor mexicano Cristian Castro, incluida en su cuarto álbum de estudio, El deseo de oír tu voz (1996).  La canción fue lanzada el 15 de abril de 1996 por la empresa discográfica Fonovisa Records como el segundo sencillo del álbum.  Se convirtió en su tercera canción número uno en la lista  Billboard Hot Latin Tracks y su sexta número uno en la lista Billboard Latin Pop Airplay. Fue reconocida como una de las canciones con mejor interpretación del año en los premios BMI de 1997.  Posteriormente, la canción fue versionada por la banda de merengue dominicana Sin fronteras en su álbum Abriendo caminos (1996) y grabó un video musical para ella. 

## Listas
| Lista (1996)                       | Máxima posicion |
| ---------------------------------- | --------------- |
| Estados Unidos (Hot Latin Songs)   | 1               |
| Estados Unidos (Latin Pop Airplay) | 1               |

| Lista (1996)                       | Posición |
| ---------------------------------- | -------- |
| U.S. Hot Latin Tracks (Billboard)  | 8        |
| U.S. Latin Pop Airplay (Billboard) | 2        |

### Sucesión en las listas
| Predecesor: «!Basta ya!» de Olga Tañón | U.S. Billboard Hot Latin Tracks — Sencillo N°. 1 25 de mayo de 1996 - 31 de mayo de 1996 | Sucesor: «Por amarte» de Enrique Iglesias |

| Predecesor: «!Basta ya!» de Olga Tañón | U.S. Billboard Latin Pop Airplay — Sencillo N°. 1 1 de junio de 1996 - 14 de junio de 1996 | Sucesor: «Por amarte» de Enrique Iglesias |